# 伊丹十三賞
伊丹十三賞（いたみじゅうぞうしょう）は、映画監督・エッセイスト・俳優など様々な分野で活躍した伊丹十三の遺業を記念に創設した賞である。伊丹十三記念館を運営しているITM伊丹記念財団、一六本舗（理事長・社長：玉置泰）が主催する。

## 受賞内容
西暦の奇数年はエッセイ・ノンフィクションなどの言語表現、偶数年は映画・ドラマなどのビジュアル表現を、毎年交互に作品・受賞者を選考委員が決める。第3回から言語表現とビジュアル表現を統一し、対象期間を2年から1年に変更した。
ちなみに第1回は2007年1月から2008年12月までの言語表現活動が対象となり、贈賞式が2009年3月に行われた。
伊丹十三記念館館長で、伊丹十三の妻であり、女優である宮本信子は賞創設の発表の際に、選考のキーワードとして、「びっくりした」、「面白い」、「誰でもわかる」を挙げた。

### 選考委員
- 周防正行（映画監督）
- 南伸坊（イラストレーター）
- 中村好文（伊丹十三記念館を設計した建築家）
- 平松洋子（エッセイスト）

### 受賞者

#### 第1回～第10回
- 第1回(2009年) - 糸井重里（コピーライター）
- 第2回(2010年) - タモリ（タレント）
- 第3回(2011年) - 内田樹（哲学研究者、武道家）
- 第4回(2012年) - 森本千絵（アートディレクター）
- 第5回(2013年) - 池上彰（ジャーナリスト）
- 第6回(2014年) - リリー・フランキー（デザイナー、作家、俳優）
- 第7回(2015年) - 新井敏記（編集者）
- 第8回(2016年) - 是枝裕和（映画監督）
- 第9回(2017年) - 星野源（俳優、音楽家、文筆家）
- 第10回(2018年) - 磯田道史（日本史学者）

#### 第11回～第20回
- 第11回(2019年) - 玉川奈々福（浪曲師、曲師）
- 第12回(2020年) - 宮藤官九郎（劇作家）
- 第13回(2021年) - 清水ミチコ（タレント）
- 第14回(2022年) - 小池一子（クリエイティブ・ディレクター）
- 第15回(2023年) - 三谷幸喜（脚本家）
- 第16回(2024年) - のん（女優、歌手）[2]
- 第17回(2025年) - 山田五郎（編集者、評論家）[3]